# ميثاق معمارزاده
ميثاق معمارزاده (9 يناير 1983 بطهران في إيران - ) هو لاعب كرة قدم إيراني في مركز حراسة المرمى. لعب مع نادي راه آهن ونادي سايبا ونادي داماش طهران.

## وصلات خارجية
- ميثاق معمارزاده على موقع قاعدة بيانات كرة القدم.إي يو (الإنجليزية)